# Nachman Yariv
Nachman Yariv (Argentinië) is een Israëlisch componist en dirigent van Argentijnse herkomst.

## Levensloop
Yariv begon zijn muzikale opleiding met pianolessen op zesjarige leeftijd. In 1957 vertrok zijn familie naar Israël en hij voltooide zijn studies aan de Rubin Academy of Music, Tel Aviv.
Hij werd lid van de Militaire Kapel van het Israëlische leger waar hij tuba speelde en tweede dirigent werd. Na zijn legertijd was hij werkzaam in de theaterwereld en dirigeerde diverse muzikale shows.
In de laatste twintig jaar werd hij meer en meer actief in het muziekonderwijs. Yariv is dirigent van de Jeugdharmonie Lod, van het Nationale Kibbutz Jeugdharmonieorkest en de Kfar Saba Community Band.
Verder is hij consultant van het muziekproject voor de Israëlische Jeugd van de Rothschild Foundation.
Als componist schreef hij verscheidene werken voor harmonieorkest.

## Composities

### Werken voor harmonieorkest
- 1985 To the Life of this People, selectie van liederen uit Israël
- 1987 Landscapes
- 1989 March "Eitan" - (opgedragen aan: Israel Gihon)
- 1991 Ori’s Dream
- 1994 The Match of Hope - (opgedragen aan de kinderen van het Getto van Warschau)
- Etz Hasadeh
- Israeli Youth Suite
- Jerusalem We Sing Thee
- March Yoav (מרש יואב)
- Maoz Tzur (מעוז צור)
- My Homeland
- Psalm to David
- Sephardic Romances